# Élection présidentielle mozambicaine de 2024
L'élection présidentielle mozambicaine de 2024 a lieu le 9 octobre 2024 afin d'élire le président du Mozambique. Des élections législatives et provinciales ont lieu le même jour.
Le président sortant Filipe Nyusi ne peut se représenter pour un troisième mandat consécutif. Son parti, le Front de libération du Mozambique (FRELIMO), au pouvoir depuis 1975, avance la candidature de Daniel Chapo. Ce dernier est largement favori dans un contexte de fraude électorale répétées en faveur du FRELIMO.

## Contexte
Le Mozambique est gouverné par le Front de libération du Mozambique (FRELIMO) depuis sa victoire sur le Portugal lors de la guerre ayant aboutie à l'indépendance du pays le 25 juin 1975. D'abord parti unique d'une république populaire marxiste-léniniste, le FRELIMO accepte de faire passer le pays au multipartisme en 1992 à l'issue de la guerre civile l'opposant à la Résistance nationale du Mozambique (RENAMO), tout en remportant l'ensemble des scrutins organisés depuis.
L'élection présidentielle d'octobre 2019 voit ainsi la réélection du président sortant Filipe Nyusi avec plus de 73 % des voix à l'issue d'une campagne électorale marquée par des violences et des intimidations envers la société civile. Il bat notamment Ossufo Momade, candidat du principal parti d'opposition, Résistance nationale du Mozambique (RENAMO), ainsi que Daviz Simango, candidat du Mouvement démocratique du Mozambique (MDM). La constitution de 2004 limitant à deux le nombre de mandats présidentiels, Filipe Nyusi ne peut pas être candidat en 2024,,.
Le 5 mai 2024, un congrès du comité central du FRELIMO abouti à la désignation de l'ancien gouverneur de la province d'Inhambane, Daniel Chapo, comme candidat pour parti à la présidentielle. C'est la première fois que le parti au pouvoir présente quelqu'un né après l'indépendance, et non un vétéran de la guerre d'indépendance. Largement favori du scrutin, Chapo bénéficie ainsi d'une image de renouveau, tandis que ses opposants l'accuse de n'être qu'un pantin pour la veille garde du parti,.
Outre Daniel Chapo, l'élection voit s'opposer Ossufo Momade (en) de la RENAMO, Lutero Simango du MDM et Venâncio Mondlane un indépendant transfuge du RENAMO soutenu par le Parti optimiste pour le développement du Mozambique (PODEMOS) et la Coalition alliance démocratique (CAD). Sept autres candidats dont notamment Miguel Mabote du Parti travailliste (PT) ainsi que Dorinda Catarina du Mouvement national pour la récupération d'un Mozambique uni (MONARUMO) présentent leur candidature mais ne parviennent pas à la valider faute d'avoir rassemblé le nombre requis de signatures,,,.

## Système électoral
Le président de la République est élu au suffrage universel direct  uninominal majoritaire à deux tours pour un mandat de cinq ans. Si aucun candidat ne remporte la majorité absolue des voix dès le premier tour, un second est organisé entre les deux candidats arrivés en tête. Celui recueillant le plus de suffrages est alors déclaré élu. Nul ne peut exercer plus de deux mandats consécutifs.

## Campagne
La campagne est marquée par l'échec du gouvernement à mettre fin à la rébellion djihadiste de l'État islamique dans la province de Cabo Delgado, à l’extrême nord du pays. Cette dernière a notamment pour conséquence d'empêcher le gouvernement de mettre en œuvre l'exploitation des gisements de gaz naturel de la province, sur lesquels il compte pourtant pour développer le pays. Malgré cette crise, le ralentissement de l'économie ainsi que les dissensions internes au FRELIMO, ce dernier conserve sa prédominance sur la vie politique mozambicaine,,.

## Résultats
| Candidats              | Candidats              | Partis                 | Premier tour | Premier tour |  |
| Candidats              | Candidats              | Partis                 | Voix         | %            |  |
| ---------------------- | ---------------------- | ---------------------- | ------------ | ------------ |  |
|                        | Daniel Chapo           | FRELIMO                | 4 416 306    | 65,17        |  |
|                        | Venâncio Mondlane      | Indépendant            | 1 639 333    | 24,19        |  |
|                        | Ossufo Momade          | RENAMO                 | 448 738      | 6,62         |  |
|                        | Lutero Simango         | MDM                    | 272 736      | 4,02         |  |
|                        |                        |                        |              |              |  |
| Suffrages exprimés     | Suffrages exprimés     | Suffrages exprimés     | 6 777 113    | 93,63        |  |
| Votes blancs           | Votes blancs           | Votes blancs           | 255 313      | 3,53         |  |
| Votes nuls             | Votes nuls             | Votes nuls             | 205 601      | 2,84         |  |
| Total                  | Total                  | Total                  | 7 238 027    | 100          |  |
| Abstention             | Abstention             | Abstention             | 9 931 212    | 57,84        |  |
| Inscrits/Participation | Inscrits/Participation | Inscrits/Participation | 17 169 239   | 42,16        |  |

## Analyse et conséquences
Si le scrutin a lieu dans le calme — à l'exception de plusieurs communes de la province de Cabo Delgado où la rébellion islamiste empêche la tenue du vote —, les observateurs internationaux et locaux relèvent qu'il est à nouveau l'objet de pratiques électorales frauduleuses qui portent atteinte à sa crédibilité. Le FRELIMO utilise ainsi l'ensemble des ressources de l'État à son profit lors de la campagne, tandis que le vote lui-même est l'objet d'irrégularités,.
Selon les observateurs de l'Union européenne, plus d'un tiers des chiffres des bureaux de dépouillement ne concordent pas avec les procès-verbaux des bureaux de vote. Également mises en cause, les listes électorales comportent un total d'électeurs égal à 104 % de la population estimée lors du dernier recensement, mineurs compris. Comparées au précédent scrutin en 2019, les listes ont ainsi augmenté de 30 % contre 17 % pour la population adulte, favorisant la fraude par le vote d'électeurs fictifs. L'opposant Venâncio Mondlane dénonce quant à lui un « banditisme électoral » de la part d'« un régime qui fera tout pour ne pas perdre les élections »,.
Le 24 octobre 2024, la commission électorale du Mozambique annonce que Daniel Chapo remporte l'élection présidentielle, avec 71 % des voix. En deuxième position avec 20 % des voix, Venâncio Mondlane arrive devant Ossufo Momade, candidat du parti historique d'opposition du RENAMO. À la suite de la proclamation des résultats, des heurts éclatent entre des manifestants et les forces de l'ordre dans la capitale Maputo ainsi que dans les villes de Nampula et Nacala, après l'appel de Venâncio Mondlane à « paralyser le pays ». Le 23 décembre 2024, le Conseil constitutionnel valide les résultats ramenant le score de Daniel Chapo à 65 % des voix.